# Postołowo (województwo podlaskie)
Postołowo – wieś w Polsce położona w województwie podlaskim, w powiecie hajnowskim, w gminie Hajnówka.
| SIMC    | Nazwa       | Rodzaj     |
| ------- | ----------- | ---------- |
| 0030120 | Prokopy     | część wsi  |
| 0030136 | Sawiny Gród | przysiółek |
| 0030142 | Skryplewo   | przysiółek |

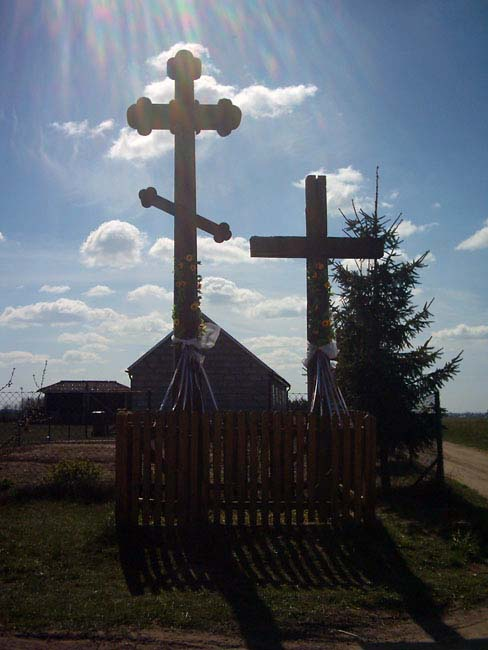
Krzyże wotywne

8 czerwca 1942 wieś została spacyfikowana przez Niemców. Ludność wysiedlono do m.in. do Dubin a wieś hitlerowcy spalili.

## Ludność
Według stanu z 31 grudnia 2012 mieszkało tu 79 stałych mieszkańców.
Prawosławni mieszkańcy wsi należą do  parafii Zaśnięcia Najświętszej Maryi Panny w Dubinach, a wierni kościoła rzymskokatolickiego do parafii Podwyższenia Krzyża Świętego i św. Stanisława, Biskupa i Męczennika w Hajnówce.

## Historia
Za II RP należało do gminy Białowieża w powiecie bielskim w województwie białostockim. 13 kwietnia 1929 weszła w skład nowo utworzonej gminy Hajnówka w tymże powiecie, której 1 kwietnia 1930 nadano status gminy wiejskiej o miejskich uprawnieniach finansowych. Gmina Hajnówka przetrwała tylko ponad rok, bo już 30 czerwca 1930 zniesiono ją, a Postołowo powróciło do gminy Białowieża.
16 października 1933 roku Postołowo weszło w skład nowo utworzonej gromady Hajnówka w gminie Łosinka, która objęła miejscowości Hajnówka, Gorlańskie Stojło, Kozi Przeskok, Leśna, Postołowo, Sacharewo, Sawiny Gród, Skryplewo, Wydmuchowo i Znojka.
1 października 1934 po raz drugi utworzono gminę Hajnówka, w związku z czym Postołowo ponownie odłączono od gminy Białowieża i włączono do gminy Hajnówka.
Po II wojnie światowej Postołowo zachowała przynależność administracyjną. 1 stycznia 1951 gromadzie Hajnówka (obejmującej Postołowo) nadano prawa miejskie, w związku z czym Postołowo stało się integralną częścią miasta.
W granicach Hajnówki Postołowo przetrwało zaledwie półtora roku, bo już 1 lipca 1952 wyłączono je wraz ze Skryplewm i Sawinym Grodem z miasta i włączono ponownie do gminy Hajnówka, gdzie miejscowości te utworzyły gromadę Postołowo.
1 stycznia 1954 zniesino po raz drugi gminę Hajnówka, a Postołowo weszło w skład nowo utworzonej gminy Nowoberezowo.
Jesienią 1954 w Polsce zniesiono gminy, tworząc w ich miejsce gromady, przez co Postołowo (ze Skryplewm i Sawinym Grodem) weszło w skład nowo utworzonej gromady Dubiny. 1 stycznia 1972 gromadę Dubiny zniesiono, a jej obszar (z Postołowem) włączono do gromady Nowoberezowo z siedzibą GRN w Hajnówce. Tam przetrwało do końca 1972 roku, czyli do kolejnej reformy gminnej. 1 stycznia ponownie w reaktywowanej gminie Hajnówka.
W latach 1975–1998 miejscowość położona była w województwie białostockim.